# Fußball-Weltmeisterschaft 2006/Gruppe F
Resultate der Gruppe F der Fußball-Weltmeisterschaft 2006:
| Pl. | Land       | Sp. | S | U | N | Tore    | Diff. | Punkte |
| --- | ---------- | --- | - | - | - | ------- | ----- | ------ |
| 1.  | Brasilien  | 3   | 3 | 0 | 0 | 007:100 | +6    | 09     |
| 2.  | Australien | 3   | 1 | 1 | 1 | 005:500 | ±0    | 04     |
| 3.  | Kroatien   | 3   | 0 | 2 | 1 | 002:300 | −1    | 02     |
| 4.  | Japan      | 3   | 0 | 1 | 2 | 002:700 | −5    | 01     |

## Australien – Japan 3:1 (0:1)
| Australien                                                                  | Australien | Japan | Japan | Aufstellung                        |
| --------------------------------------------------------------------------- | --- | --- | ----- | ---------------------------------- |
| Australien                                                                  | \| Montag, 12. Juni 2006 um 15:00 Uhr in Kaiserslautern (Fritz-Walter-Stadion) \| \| Zuschauer: 46.000 (ausverkauft) \| \| Schiedsrichter: Essam Abd el-Fatah ( Ägypten) \| \| Spielbericht \|                                                                         | \| Montag, 12. Juni 2006 um 15:00 Uhr in Kaiserslautern (Fritz-Walter-Stadion) \| \| Zuschauer: 46.000 (ausverkauft) \| \| Schiedsrichter: Essam Abd el-Fatah ( Ägypten) \| \| Spielbericht \|                                                                                              | Japan | Aufstellung Australien gegen Japan |
| Australien                                                                  | Mark Schwarzer – Lucas Neill, Craig Moore (61. Joshua Kennedy), Scott Chipperfield – Brett Emerton, Vince Grella, Jason Culina, Luke Wilkshire (75. John Aloisi) – Harry Kewell, Mark Bresciano (53. Tim Cahill), Mark Viduka Cheftrainer: Guus Hiddink ( Niederlande) | Yoshikatsu Kawaguchi – Keisuke Tsuboi (56. Teruyuki Moniwa, 90.+1' Masashi Ōguro), Tsuneyasu Miyamoto , Yūji Nakazawa – Yūichi Komano, Hidetoshi Nakata, Takashi Fukunishi, Alex – Shunsuke Nakamura – Atsushi Yanagisawa (79. Shinji Ono), Naohiro Takahara Cheftrainer: Zico ( Brasilien) | Japan | Aufstellung Australien gegen Japan |
| Australien                                                                  | 1:1 Cahill (84.) 2:1 Cahill (89.) 3:1 Aloisi (90.+2') | 0:1 Nakamura (26.) | Japan | Aufstellung Australien gegen Japan |
| Australien                                                                  | Grella (33.), Moore (57.), Cahill (68.), Aloisi (75.) | Miyamoto (31.), Takahara (40.), Moniwa (68.) | Japan | Aufstellung Australien gegen Japan |
| Australien                                                                  | - Tim Cahill erzielt das erste Tor Australiens bei einer WM - erster Sieg Australiens in der WM-Geschichte | | Japan | Aufstellung Australien gegen Japan |
| Australien                                                                  | Spieler des Spiels: Tim Cahill (Australien) | | Japan | Aufstellung Australien gegen Japan |
| Montag, 12. Juni 2006 um 15:00 Uhr in Kaiserslautern (Fritz-Walter-Stadion) | | |       |                                    |
| Zuschauer: 46.000 (ausverkauft)                                             | | |       |                                    |
| Schiedsrichter: Essam Abd el-Fatah ( Ägypten)                               | | |       |                                    |
| Spielbericht                                                                | | |       |                                    |

Besonderheiten:
- erstes Spiel zwischen einem Teilnehmer aus Ozeanien und einem Teilnehmer aus Asien bei einer Fußball-Weltmeisterschaft

## Brasilien – Kroatien 1:0 (1:0)
| Brasilien                                                       | Brasilien | Kroatien | Kroatien | Aufstellung                          |
| --------------------------------------------------------------- | --- | --- | -------- | ------------------------------------ |
| Brasilien                                                       | \| Dienstag, 13. Juni 2006 um 21:00 Uhr in Berlin (Olympiastadion) \| \| Zuschauer: 72.000 (ausverkauft) \| \| Schiedsrichter: Benito Archundia ( Mexiko) \| \| Spielbericht \| | \| Dienstag, 13. Juni 2006 um 21:00 Uhr in Berlin (Olympiastadion) \| \| Zuschauer: 72.000 (ausverkauft) \| \| Schiedsrichter: Benito Archundia ( Mexiko) \| \| Spielbericht \|                      | Kroatien | Aufstellung Brasilien gegen Kroatien |
| Brasilien                                                       | Dida – Cafu , Lúcio, Juan, Roberto Carlos – Emerson, Kaká, Ronaldinho, Zé Roberto – Adriano, Ronaldo (69. Robinho) Cheftrainer: Carlos Alberto Parreira                         | Stipe Pletikosa – Dario Šimić, Josip Šimunić, Robert Kovač – Darijo Srna, Igor Tudor, Niko Kovač (41. Jerko Leko), Niko Kranjčar, Marko Babić – Dado Pršo, Ivan Klasnić Cheftrainer: Zlatko Kranjčar | Kroatien | Aufstellung Brasilien gegen Kroatien |
| Brasilien                                                       | 1:0 Kaká (44.) | | Kroatien | Aufstellung Brasilien gegen Kroatien |
| Brasilien                                                       | Emerson (42.) | N. Kovač (32.), R. Kovač (67.), Tudor (90.) | Kroatien | Aufstellung Brasilien gegen Kroatien |
| Brasilien                                                       | Spieler des Spiels: Kaká (Brasilien) | | Kroatien | Aufstellung Brasilien gegen Kroatien |
| Dienstag, 13. Juni 2006 um 21:00 Uhr in Berlin (Olympiastadion) | | |          |                                      |
| Zuschauer: 72.000 (ausverkauft)                                 | | |          |                                      |
| Schiedsrichter: Benito Archundia ( Mexiko)                      | | |          |                                      |
| Spielbericht                                                    | | |          |                                      |

## Japan – Kroatien 0:0
| Japan                                                            | Japan | Kroatien | Kroatien | Aufstellung                      |
| ---------------------------------------------------------------- | --- | --- | -------- | -------------------------------- |
| Japan                                                            | \| Sonntag, 18. Juni 2006 um 15:00 Uhr in Nürnberg (Frankenstadion) \| \| Zuschauer: 41.000 (ausverkauft) \| \| Schiedsrichter: Frank De Bleeckere ( Belgien) \| \| Spielbericht \| | \| Sonntag, 18. Juni 2006 um 15:00 Uhr in Nürnberg (Frankenstadion) \| \| Zuschauer: 41.000 (ausverkauft) \| \| Schiedsrichter: Frank De Bleeckere ( Belgien) \| \| Spielbericht \|                                                         | Kroatien | Aufstellung Japan gegen Kroatien |
| Japan                                                            | Yoshikatsu Kawaguchi – Akira Kaji, Tsuneyasu Miyamoto , Yūji Nakazawa, Alex – Mitsuo Ogasawara, Hidetoshi Nakata, Takashi Fukunishi (46. Jun’ichi Inamoto) – Shunsuke Nakamura – Naohiro Takahara (85. Masashi Ōguro), Atsushi Yanagisawa (61. Keiji Tamada) Cheftrainer: Zico ( Brasilien) | Stipe Pletikosa – Dario Šimić, Robert Kovač, Josip Šimunić – Darijo Srna (87. Ivan Bošnjak), Igor Tudor (70. Ivica Olić), Niko Kovač , Marko Babić – Niko Kranjčar (78. Luka Modrić) – Dado Pršo, Ivan Klasnić Cheftrainer: Zlatko Kranjčar | Kroatien | Aufstellung Japan gegen Kroatien |
| Japan                                                            | Miyamoto (21.), Kawaguchi (42.), Alex (72.) | R. Kovač (32.), Srna (69.) | Kroatien | Aufstellung Japan gegen Kroatien |
| Japan                                                            | Kawaguchi hält Foulelfmeter von Srna (22.) | | Kroatien | Aufstellung Japan gegen Kroatien |
| Japan                                                            | Spieler des Spiels: Hidetoshi Nakata (Japan) | | Kroatien | Aufstellung Japan gegen Kroatien |
| Sonntag, 18. Juni 2006 um 15:00 Uhr in Nürnberg (Frankenstadion) | | |          |                                  |
| Zuschauer: 41.000 (ausverkauft)                                  | | |          |                                  |
| Schiedsrichter: Frank De Bleeckere ( Belgien)                    | | |          |                                  |
| Spielbericht                                                     | | |          |                                  |

## Brasilien – Australien 2:0 (0:0)
| Brasilien                                                      | Brasilien | Australien | Australien | Aufstellung                            |
| -------------------------------------------------------------- | --- | --- | ---------- | -------------------------------------- |
| Brasilien                                                      | \| Sonntag, 18. Juni 2006 um 18:00 Uhr in München (Allianz Arena) \| \| Zuschauer: 66.000 (ausverkauft) \| \| Schiedsrichter: Markus Merk ( Deutschland) \| \| Spielbericht \|           | \| Sonntag, 18. Juni 2006 um 18:00 Uhr in München (Allianz Arena) \| \| Zuschauer: 66.000 (ausverkauft) \| \| Schiedsrichter: Markus Merk ( Deutschland) \| \| Spielbericht \|                                                                                  | Australien | Aufstellung Brasilien gegen Australien |
| Brasilien                                                      | Dida – Cafu , Lúcio, Juan, Roberto Carlos – Emerson (72. Gilberto Silva), Zé Roberto – Kaká, Ronaldinho – Adriano (88. Fred), Ronaldo (72. Robinho) Cheftrainer: Carlos Alberto Parreira | Mark Schwarzer – Craig Moore (69. John Aloisi), Tony Popovic (41. Mark Bresciano), Lucas Neill, Scott Chipperfield – Vince Grella, Emerton, Jason Culina, Mile Sterjovski – Tim Cahill (56. Harry Kewell), Mark Viduka Cheftrainer: Guus Hiddink ( Niederlande) | Australien | Aufstellung Brasilien gegen Australien |
| Brasilien                                                      | 1:0 Adriano (49.) 2:0 Fred (90.) | | Australien | Aufstellung Brasilien gegen Australien |
| Brasilien                                                      | Cafu (29.), Ronaldo (31.), Robinho (83.) | Emerton (12.), Čulina (39.) | Australien | Aufstellung Brasilien gegen Australien |
| Brasilien                                                      | Spieler des Spiels: Zé Roberto (Brasilien) | | Australien | Aufstellung Brasilien gegen Australien |
| Sonntag, 18. Juni 2006 um 18:00 Uhr in München (Allianz Arena) | | |            |                                        |
| Zuschauer: 66.000 (ausverkauft)                                | | |            |                                        |
| Schiedsrichter: Markus Merk ( Deutschland)                     | | |            |                                        |
| Spielbericht                                                   | | |            |                                        |

## Japan – Brasilien 1:4 (1:1)
| Japan                                                                 | Japan | Brasilien | Brasilien | Aufstellung                       |
| --------------------------------------------------------------------- | --- | --- | --------- | --------------------------------- |
| Japan                                                                 | \| Donnerstag, 22. Juni 2006 um 21:00 Uhr in Dortmund (Westfalenstadion) \| \| Zuschauer: 65.000 Zuschauer (ausverkauft) \| \| Schiedsrichter: Éric Poulat ( Frankreich) \| \| Spielbericht \| | \| Donnerstag, 22. Juni 2006 um 21:00 Uhr in Dortmund (Westfalenstadion) \| \| Zuschauer: 65.000 Zuschauer (ausverkauft) \| \| Schiedsrichter: Éric Poulat ( Frankreich) \| \| Spielbericht \| | Brasilien | Aufstellung Japan gegen Brasilien |
| Japan                                                                 | Yoshikatsu Kawaguchi – Akira Kaji, Keisuke Tsuboi, Yūji Nakazawa , Alex – Jun’ichi Inamoto, Hidetoshi Nakata, Mitsuo Ogasawara (56. Kōji Nakata), Shunsuke Nakamura – Seiichirō Maki (60. Naohiro Takahara (66. Masashi Ōguro)), Tamada Cheftrainer: Zico ( Brasilien) | Dida (82. Rogério Ceni) – Cicinho, Lúcio, Juan, Gilberto – Gilberto Silva, Juninho, Kaká (71. Zé Roberto), Ronaldinho (71. Ricardinho) – Robinho, Ronaldo Cheftrainer: Carlos Alberto Parreira | Brasilien | Aufstellung Japan gegen Brasilien |
| Japan                                                                 | 1:0 Tamada (34.) | 1:1 Ronaldo (45.+1') 1:2 Juninho (53.) 1:3 Gilberto (59.) 1:4 Ronaldo (81.) | Brasilien | Aufstellung Japan gegen Brasilien |
| Japan                                                                 | Kaji (40.) | Gilberto (44.) | Brasilien | Aufstellung Japan gegen Brasilien |
| Japan                                                                 | - die Brasilianer gingen zum 10. Mal in Folge bei einer WM als Sieger vom Platz (WM-Rekord). Die letzte Niederlage kassierten sie im WM-Finale 1998 gegen Frankreich (0:3) - Brasilien blieb bis zum 0:1 durch Tamada 461 Minuten ohne Gegentor (WM-Rekord), das letzte Gegentor kassierte Brasilien im WM-Viertelfinale 2002 durch Michael Owen (23.) zum zwischenzeitlichen 1:0 für England - mit seinem 14. WM-Tor in der 81. Minute führte Ronaldo gemeinsam mit Gerd Müller die „ewige“ WM-Torschützenliste an | | Brasilien | Aufstellung Japan gegen Brasilien |
| Japan                                                                 | Spieler des Spiels: Ronaldo (Brasilien) | | Brasilien | Aufstellung Japan gegen Brasilien |
| Donnerstag, 22. Juni 2006 um 21:00 Uhr in Dortmund (Westfalenstadion) | | |           |                                   |
| Zuschauer: 65.000 Zuschauer (ausverkauft)                             | | |           |                                   |
| Schiedsrichter: Éric Poulat ( Frankreich)                             | | |           |                                   |
| Spielbericht                                                          | | |           |                                   |

## Kroatien – Australien 2:2 (1:1)
| Kroatien                                                                       | Kroatien | Australien | Australien | Aufstellung                           |
| ------------------------------------------------------------------------------ | --- | --- | ---------- | ------------------------------------- |
| Kroatien                                                                       | \| Donnerstag, 22. Juni 2006 um 21:00 Uhr in Stuttgart (Gottlieb-Daimler-Stadion) \| \| Zuschauer: 52.000 (ausverkauft) \| \| Schiedsrichter: Graham Poll ( England) \| \| Spielbericht \|                                                 | \| Donnerstag, 22. Juni 2006 um 21:00 Uhr in Stuttgart (Gottlieb-Daimler-Stadion) \| \| Zuschauer: 52.000 (ausverkauft) \| \| Schiedsrichter: Graham Poll ( England) \| \| Spielbericht \|                                                                            | Australien | Aufstellung Kroatien gegen Australien |
| Kroatien                                                                       | Stipe Pletikosa – Dario Šimić, Stjepan Tomas (83. Ivan Klasnić), Josip Šimunić – Darijo Srna, Igor Tudor, Niko Kovač , Marko Babić – Niko Kranjčar (65. Jerko Leko) – Ivica Olić (74. Luka Modrić), Dado Pršo Cheftrainer: Zlatko Kranjčar | Zeljko Kalac – Craig Moore, Scott Chipperfield (75. Joshua Kennedy), Brett Emerton, Lucas Neill – Vince Grella (63. John Aloisi), Jason Culina, Mile Sterjovski (71. Mark Bresciano), Tim Cahill, Harry Kewell – Mark Viduka Cheftrainer: Guus Hiddink ( Niederlande) | Australien | Aufstellung Kroatien gegen Australien |
| Kroatien                                                                       | 1:0 Srna (2.) 2:1 N. Kovač (56.) | 1:1 Moore (38., Handelfmeter) 2:2 Kewell (79.) | Australien | Aufstellung Kroatien gegen Australien |
| Kroatien                                                                       | Šimić (32.), Tudor (38.), Šimunić (61., 90.), Pletikosa (70.) | Emerton (81.) | Australien | Aufstellung Kroatien gegen Australien |
| Kroatien                                                                       | Šimić (85., wiederholtes Foulspiel), Šimunić (90.+3', unsportliches Verhalten) | Emerton (87., wiederholtes Foulspiel) | Australien | Aufstellung Kroatien gegen Australien |
| Kroatien                                                                       | - der Kroate Šimunić wurde nach der zweiten gelben Karte (90.) vom Schiedsrichter versehentlich nicht vom Feld gestellt, dies erfolgte erst mit einer späteren dritten gelben Karte (90.+3')                                               | - zum ersten Mal qualifiziert sich eine Mannschaft aus Ozeanien für das Achtelfinale einer WM | Australien | Aufstellung Kroatien gegen Australien |
| Kroatien                                                                       | Spieler des Spiels: Harry Kewell (Australien) | | Australien | Aufstellung Kroatien gegen Australien |
| Donnerstag, 22. Juni 2006 um 21:00 Uhr in Stuttgart (Gottlieb-Daimler-Stadion) | | |            |                                       |
| Zuschauer: 52.000 (ausverkauft)                                                | | |            |                                       |
| Schiedsrichter: Graham Poll ( England)                                         | | |            |                                       |
| Spielbericht                                                                   | | |            |                                       |